# Paul Marie
Paul Marie (Saint-Aubin-des-Bois, 24 marzo 1995) è un calciatore francese, difensore del S.J. Earthquakes.

## Caratteristiche tecniche
È un terzino destro.

## Carriera
Cresciuto nel settore giovanile del Caen, nella stagione 2013-2014 gioca 6 incontri con la seconda squadra in Championnat de France amateur 2; al termine della stagione si trasferisce negli Stati Uniti dove entra a far parte del Newberry College e gioca presso la squadra locale, i Newberry Wolves.
Nel 2015 entra a far parte della Florida International University e gioca per tre stagioni con i FIU Panthers in NCAA Division I; contemporaneamente gioca anche nel Reading Utd dove realizza 14 reti in 31 presenze in Premier Development League.
Nel draft del 2018 viene selezionato dai S.J. Earthquakes che lo girano in prestito annuale al Reno 1868; rientrato la stagione seguente, il 21 aprile 2019 debutta in MLS giocando l'incontro vinto 4-1 contro lo Sporting K.C..

## Statistiche
Statistiche aggiornate al 27 luglio 2021.

### Presenze e reti nei club
| Stagione        | Squadra          | Campionato      | Campionato | Campionato | Coppe nazionali | Coppe nazionali | Coppe nazionali | Coppe continentali | Coppe continentali | Coppe continentali | Altre coppe | Altre coppe | Altre coppe | Totale | Totale | Totale |
| Stagione        | Squadra          | Comp            | Pres       | Reti       | Comp            | Pres            | Reti            | Comp               | Pres               | Reti               | Comp        | Pres        | Reti        | Pres   | Reti   |        |
| --------------- | ---------------- | --------------- | ---------- | ---------- | --------------- | --------------- | --------------- | ------------------ | ------------------ | ------------------ | ----------- | ----------- | ----------- | ------ | ------ | ------ |
| 2017            | Reading Utd      | PDL             | 30         | 14         | USCup           | 1               | 0               |                    | -                  | -                  |             | -           | -           | 31     | 14     |        |
| 2013-2014       | Caen 2           | CFA2            | 6          | 1          |                 | -               | -               |                    | -                  | -                  |             | -           | -           | 6      | 1      |        |
| 2018            | Reno 1868        | USL             | 18         | 1          | USCup           | 0               | 0               |                    | -                  | -                  |             | -           | -           | 18     | 1      |        |
| 2019            | S.J. Earthquakes | MLS             | 9          | 0          | USCup           | 0               | 0               |                    | -                  | -                  |             | -           | -           | 9      | 0      |        |
| 2020            | S.J. Earthquakes | MLS             | 12         | 1          |                 | -               | -               |                    | -                  | -                  |             | -           | -           | 12     | 1      |        |
| 2021            | S.J. Earthquakes | MLS             | 11         | 1          |                 | -               | -               |                    | -                  | -                  |             | -           | -           | 11     | 1      |        |
| Totale carriera | Totale carriera  | Totale carriera | 86         | 18         |                 | 1               | 0               |                    | -                  | -                  |             | -           | -           | 87     | 18     |        |